# Eman Markovic
Eman Markovic, född 8 maj 1999, är en norsk fotbollsspelare som spelar för allsvenska IFK Göteborg.

## Karriär
Markovic inledde sin seniorkarriär i bosniska Zrinjski Mostar innan han 2019 gick till norska IK Start. I Norge gjorde han 66 matcher för Start, varav 28 i Eliteserien. 
I februari 2022 skrev han på ett fyraårskontrakt med svenska IFK Norrköping. I augusti 2022 värvades Markovic av ligakonkurrenten IFK Göteborg, där han skrev på ett 3,5-årskontrakt. I februari 2024 lånades Markovic ut till den norska klubben Sandefjord på ett låneavtal över resten av säsongen med köpoption.